# Composia credula
Composia credula là một loài bướm đêm thuộc phân họ Arctiinae, họ Erebidae.